# Улица Чкалова (Ижевск)
У́лица Чка́лова — улица в Ленинском административном районе города Ижевска. Проходит от улицы Планерной до Стадионной. Нумерация домов ведётся от Планерной улицы.

## Название
Улица существует с 1937 года.
Названа в честь Героя Советского Союза, лётчика Валерия Чкалова.

## Описание
Улица находится в Ленинском районе столицы Удмуртии, в жилом районе Привокзальный. Большая часть улицы расположена между улицами Леваневского и Динамовской (параллельно им), и лишь её начало находится между улицами Леваневского и Степной.
Улица Чкалова начинается у школы № 20 и проходит на юг до северной стороны стадиона «Локомотив», где и заканчивается.
Пересечения:
- Депутатская улица
- Парашютная улица
- Южная улица
- Трамвайная улица
- Тракторная улица[6]

Улица насчитывает сто домов, из которых все частные, за исключением одного.

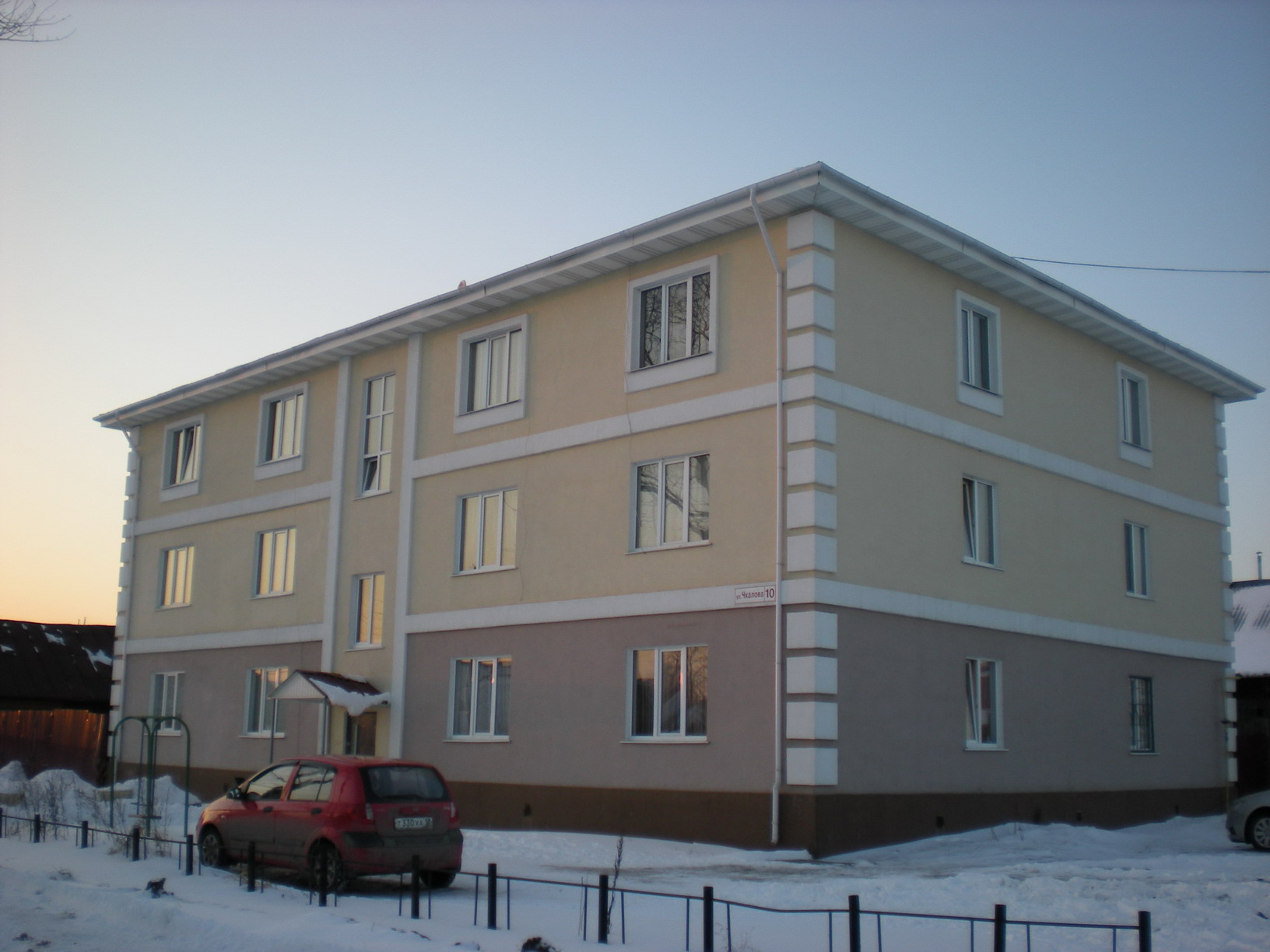
Улица Чкалова, дом 10

## Примечательные здания и сооружения
- Дом 10 — трёхэтажный одноподъездный многоквартирный жилой дом, единственный не частный дом на улице.
- Стадион «Локомотив» — находится в конце улицы.

## Транспорт
Улица пригодна для проезда транспортных средств, хотя и не имеет асфальтового покрытия.
Общественный транспорт:
- Трамвай № 1, 3, 9[4], 12 (ст.ст. «Завод минеральных вод», «Железнодорожный вокзал», «Московская»)
- Автобусы № 21, 22, 25, 36, 319, 357, маршрутные такси № 49, 71 (остановки Ул. Планерная, Ж/д вокзал, Ул. Московская)
- Автобусы № 22, 25, 36, 319, 327, 357, маршрутное такси № 71 (ост. Ул. Леваневского)